# Onthophagus notiodes
Onthophagus notiodes é uma espécie de inseto do género Onthophagus, família Scarabaeidae, ordem Coleoptera.
Foi descrita cientificamente por Solis & Kohlmann em 2003.